# Mayurasana
Mayurasana (en sánscrito: मयूरासन, AITS: mayūrāsana) o postura del pavo real es una asana de equilibrio en donde se sostiene el cuerpo solo con las manos. Es una postura de nivel básico en el yoga como ejercicio y en el hatha yoga.

## Etimología y origen
La palabra en sánscrito mayurasana se compone de dos palabras y significa 'postura del pavo real': 
- Mayura (en sánscrito: मयूर, AITS: mayūra), que significa 'pavo real'[3]

- Asana (en sánscrito: आसन, AITS: āsana), que significa 'postura'[4]

### Origen

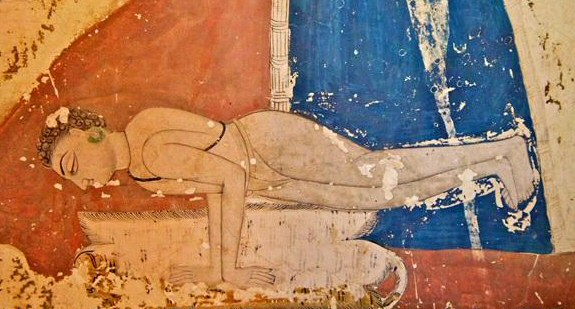
Pintura mural en el templo de Mahamandir, Jodhpur, India, c. 1810.

La postura de mayūrāsana se menciona en el Darshana Upanishad, escrito entre los siglos I a. C. y III d. C., uno de los dieciséis Upanishads más antiguos y de base para la filosofía hindú. En el tercer khanda o capítulo, las nueve asanas mencionadas son las siguientes: Svastikasana, Gomukhasana, Padmasana, Virasana, Simhasana, Baddha konasana, Muktasana, Mayurasana y Sukhasana. En el shloka 9 se describe la postura de la siguiente manera: 

Apoyando las manos en el suelo, los codos doblados a la altura del ombligo,
 levantando el cuerpo en horizontal, la cabeza muy recta y el cuerpo estirado
 como una varita: esto es mayūrāsana.
Tercer khanda, shloka 9
Darshana Upanishad

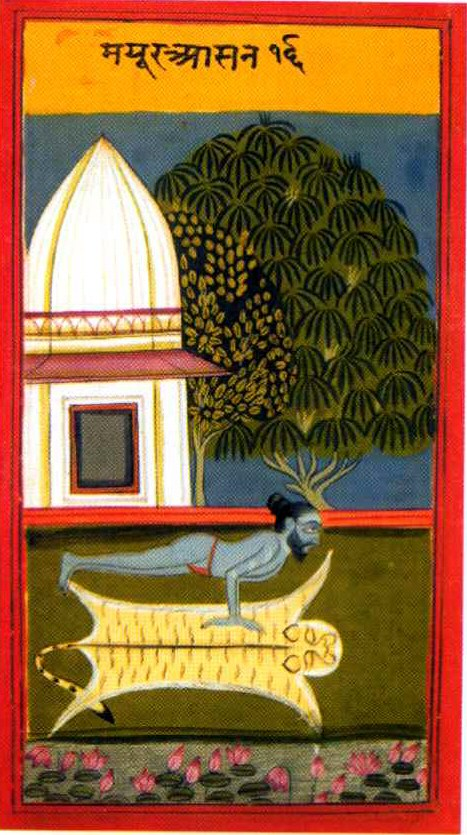
La postura en una edicióm ilustrada del libro Joga Pradīpikā de 1830.

La asana también es mencionada en los siguientes textos antiguos: Hatha-yoga-pradípika, Gheranda-samjita, Haṭha Ratnāvalī, Vasishtha-samjita y Ahirbudhnya-samjita. En el Haṭha Ratnāvalī se describen hasta 5 variaciones: Dandamayurasana, Parshvamayurasana, Padmakeki, Pindamayurasana y Ekapadamayurasana.

## Beneficios
Todos las escrituras antiguas recomiendan la práctica de mayurasana para superar los trastornos digestivos y desintoxicar el organismo. El Rudrayāmala Uttarātantra (en sánscrito: रुद्रयामल तन्त्रम्) describe la postura como una de las mejores asanas para purificar todos los nadis.
Según un artículo del 2020 escrito por dos fisiólogos en Rayastán, India, la asana aumenta la motilidad y movilidad de los órganos para mejorar sus funciones desintoxicantes normales. En mayurasana se experimenta una cantidad considerable de presión sobre los órganos abdominales cuando los codos ejercen una presión sobre el abdomen. Se exprime sangre estancada y la reemplaza con sangre oxigenada fresca tan pronto como se libera la presión abdominal. La circulación adecuada tendría un efecto directo y efecto positivo sobre el sistema nervioso.

## Contraindicaciones y precauciones
Es una postura contraindicada para personas con lesiones en las muñecas o codos. Asimismo, se debe evitar estrictamente mayurasana si se tiene presión arterial alta, enfermedades cardíacas, problemas intestinales, tumor cerebral o infecciones de ojos, nariz y oídos. Las mujeres embarazadas y en período de menstruación no deben practicar mayurasana. Si uno no se siente bien mientras se ejercita en la postura, debe detenerse.

### Precauciones
Cualquier sensación de estiramiento o incomodidad significa que los ligamentos se están estirando. Los ligamentos no tienen la memoria de los músculos; no se recuperan cuando se estiran. Si la postura de mayurasana es realizada de manera incorrecta es posible desgarrar los ligamentos de la mano siguientes: radioscafocapitado, semilunar (o lunato) y palmar urnal carpal.
La presencia de un instructor de yoga calificado y experimentado es muy importante para los practicantes de nivel básico. Las asanas deben practicarse con suavidad y progresivamente sin forzar las posturas.